# اندیس ذغال‌سنگ روستای دمیرچی شاهین دژ
زغالسنگ روستای دمیرچی شاهین دژ(شرکت خطب) یک اندیس غیرفلزی است که در  استان آذربایجان غربی قرار دارد و مادهٔ معدنی موجود در آن، زغالسنگ است.